# Valtajeros
Valtajeros – gmina w Hiszpanii, w prowincji Soria, w Kastylii i León, o powierzchni 22,93 km². W 2011 roku gmina liczyła 24 mieszkańców.